# Tyrgonka
Tyrgonka – struga, zwana również Targonką lub Wrzączką, prawy dopływ Nereśli o długości 7,2 km.
Płynie w powiecie monieckim w województwie podlaskim. Przekazuje swoje wody (ok. 46,5 l/s) poprzez jezioro Zygmunta Augusta do Nereśli.
Źródła Tyrgonki znajdują sią na wysokości 162 m n.p.m. na terenie miasta Mońki (ul. Szlachecka). Jej ujście znajduje się na 124 m n.p.m., w ten sposób różnica wysokości między źródłem a ujściem wynosi 38 m, co przy długości Tyrgonki (ok. 7 km) daje średni jej spadek 5,4‰. Rozwinięcie strugi wynosi 120%. W swoim biegu zachowuje ona ogólny kierunek SS. Tyrgonka posiada dwa dopływy prawoboczne i jeden lewoboczny. Dno doliny, po którym błądzi struga w górnym jej biegu zajmują okresowo podmokłe łąki i lasy olchowe. Ujściowy odcinek strugi płynie przez obszar łąk stale podmokłych, okresowo zalewanych.
Identyfikator PRNG – 151792.